# Trzęsienie ziemi na Sumatrze (2009)
Trzęsienie ziemi na Sumatrze – trzęsienie ziemi, które miało miejsce na południowym wybrzeżu Sumatry w Indonezji. Wystąpiło ono 30 września 2009 roku i osiągnęło siłę 7,6 stopnia w skali Richtera. Epicentrum znajdowało się 46 km na północny zachód od Padangu.
1 października – dzień po pierwszym trzęsieniu ziemi – w tym samym rejonie nastąpił drugi wstrząs o sile 6,6 stopnia w skali Richtera, a jego epicentrum znajdowało się około 46 km od miejscowości Sungaipenuh.
W wyniku trzęsień zginęło 1115 osób, a kilka tysięcy zostało rannych. Akcję ratunkową utrudniał deszcz, zniszczenie szpitali i dróg oraz brak prądu, ludzi i sprzętu.